# Maripa paniculata
Maripa paniculata är en vindeväxtart som beskrevs av João Barbosa Rodrigues. Maripa paniculata ingår i släktet Maripa och familjen vindeväxter. Inga underarter finns listade i Catalogue of Life.